# Kris Acox
Kristófer Acox (nacido el 13 de octubre de 1993 en Reikiavik) es un jugador de baloncesto islandés que actualmente pertenece a la plantilla del Valur Reykjavík de la Domino's deildin islandesa. Con 1,98 metros de altura juega en la posición de Ala-Pívot. Es internacional absoluto con Islandia.

## Escuela secundaria
Se graduó en el Spring Valley High School, situado en Columbia, Carolina del Sur. Como sophomore, fue elegido en el mejor quinteto de la conferencia.

## Inicios
Formado en la cantera del KR Reykjavík, debutó con el primer equipo de la Domino's deildin en la temporada 2009-2010 (3 partidos con un promedio de 3,3 puntos (80 % en tiros de 2 y 50 % en tiros libres) y 1,3 rebotes en 5,3).
En la temporada 2011-2012, jugó 12 partidos de liga y 2 de play-offs, promediando en liga 2 puntos (50 % en tiros de 2 y 66,7 % en tiros libres) y 3,1 rebotes en 7,6 min, mientras que en play-offs promedió 1 punto (100 % en tiros de 2) en 1,5 min.
Ayudó al filial del KR a acabar la temporada con un récord de 21-3, ganando el campeonato islandés. Fue nombrado MVP de las finales (también fue nombrado MVP del equipo).
En la temporada 2012-2013, jugó 19 partidos de liga y 6 de play-offs, promediando en liga 11,8 puntos (65,7 % en tiros de 2 y 66,7 % en tiros libres), 7 rebotes, 1,3 robos y 1,1 tapones en 23,1 min, mientras que en play-offs promedió 11,8 puntos (58,3 % en tiros de 2 y 55,6 % en tiros libres), 6,7 rebotes, 1 robo y 1,2 tapones en 26,7 min.
Fue el 7.º máximo taponador de la Domino's deildin. Fue seleccionado para el All-Star Game de la Domino's deildin.
Disputó un total de 34 partidos de liga y 8 de play-offs con el conjunto de Reikiavik, promediando en liga 7,5 puntos (63,6 % en tiros de 2 y 65,6 % en tiros libres), 5,1 rebotes y 1 robo en 16 min de media, mientras que en play-offs promedió 9,1 puntos (59,2 % en tiros de 2 y 55,6 % en tiros libres) y 5 rebotes en 20,3 min de media.

## Universidad
En 2013 se fue a Estados Unidos, para asistir a la Universidad de Furman, situada en Greenville, Carolina del Sur, donde cumplió su periplo universitario de cuatro años (2013-2017).

### Freshman
En su primera temporada, su año freshman (2013-2014), jugó 16 partidos (2 como titular) con los Paladins con un promedio de 3,7 puntos (54,8 % en tiros de 2 y 54,2 % en tiros libres) y 4,8 rebotes en 20,7 min. Una lesión en el pie le impidió jugar más partidos.
En los 4 partidos de la Southern Conference que jugó, promedió 5,3 puntos (9-11 en tiros de campo) y 4,5 rebotes. Anotó 13 puntos (máxima de la temporada) y cogió 8 rebotes contra los Mars Hill Mountain Lions. Atrapó 9 rebotes contra los College of Charleston Cougars.

### Sophomore
En su segunda temporada, su año sophomore (2014-2015), jugó 32 partidos (30 como titular) con los Paladins con un promedio de 7 puntos (59,9 % en tiros de 2 y 50 % en tiros libres) y 7,5 rebotes en 27,8 min. A final de temporada fue elegido en el segundo mejor quinteto del torneo de la Southern Conference (promedió en el torneo 8,3 puntos y 6,5 rebotes, ayudando a los Paladins a llegar a la final).
Hizo 7 dobles-dobles a lo largo de la temporada, incluyendo 14 puntos y 17 rebotes (máxima de su carrera universitaria) contra los East Tennessee State Buccaneers. Anotó 12 puntos y cogió 17 rebotes en la victoria contra los Western Carolina Catamounts, en febrero de 2015.
Finalizó la temporada en la Southern Conference con el 2.º mejor % de tiros de 2 y fue el máximo reboteador, el 1.º en rebotes totales (241) y rebotes ofensivos totales (109), el 8.º en rebotes defensivos totales (132) y el 23.º en partidos disputados.

### Junior
En su tercera temporada, su año junior (2015-2016), jugó 35 partidos (34 como titular) con los Paladins con un promedio de 8,9 puntos (61,6 % en tiros de 2) y 5,8 rebotes en 23 min.
Finalizó la temporada en la Southern Conference con el 2.º mejor % de tiros de 2 y fue el 1.º en rebotes ofensivos totales (84), el 8.º en rebotes totales (204), partidos disputados y tiros de 2 anotados (135), el 12.º máximo reboteador, el 17.º en tapones totales (20), el 18.º máximo taponador (0,6 por partido) y el 18.º en rebotes defensivos totales (120) y el 20.º en tiros de campo anotados (135).

## Trayectoria profesional
El 11 de septiembre de 2020 ficha por el Valur Reykjavík.

## Selección Islandesa
Debutó con la selección de baloncesto de Islandia en los Juegos de los Pequeños Estados de Europa de 2015, celebrados en Reikiavik, Islandia, donde la selección de baloncesto de Islandia se colgó la medalla de plata.

### 2016
En el verano de 2016, disputó la fase de clasificación para el EuroBasket 2017.

## Clubes
- KR Reykjavík (2011-2013)
- Universidad de Furman (2013-2017)
- KR Reykjavík (2017)
- Star Hotshots (2017)
- KR Reykjavík (2017-2018)
- Denain Voltaire (2018)
- KR Reykjavík (2018-2020)
- Valur Reykjavík (2020-actualidad)